# Сатрапи, Маржан

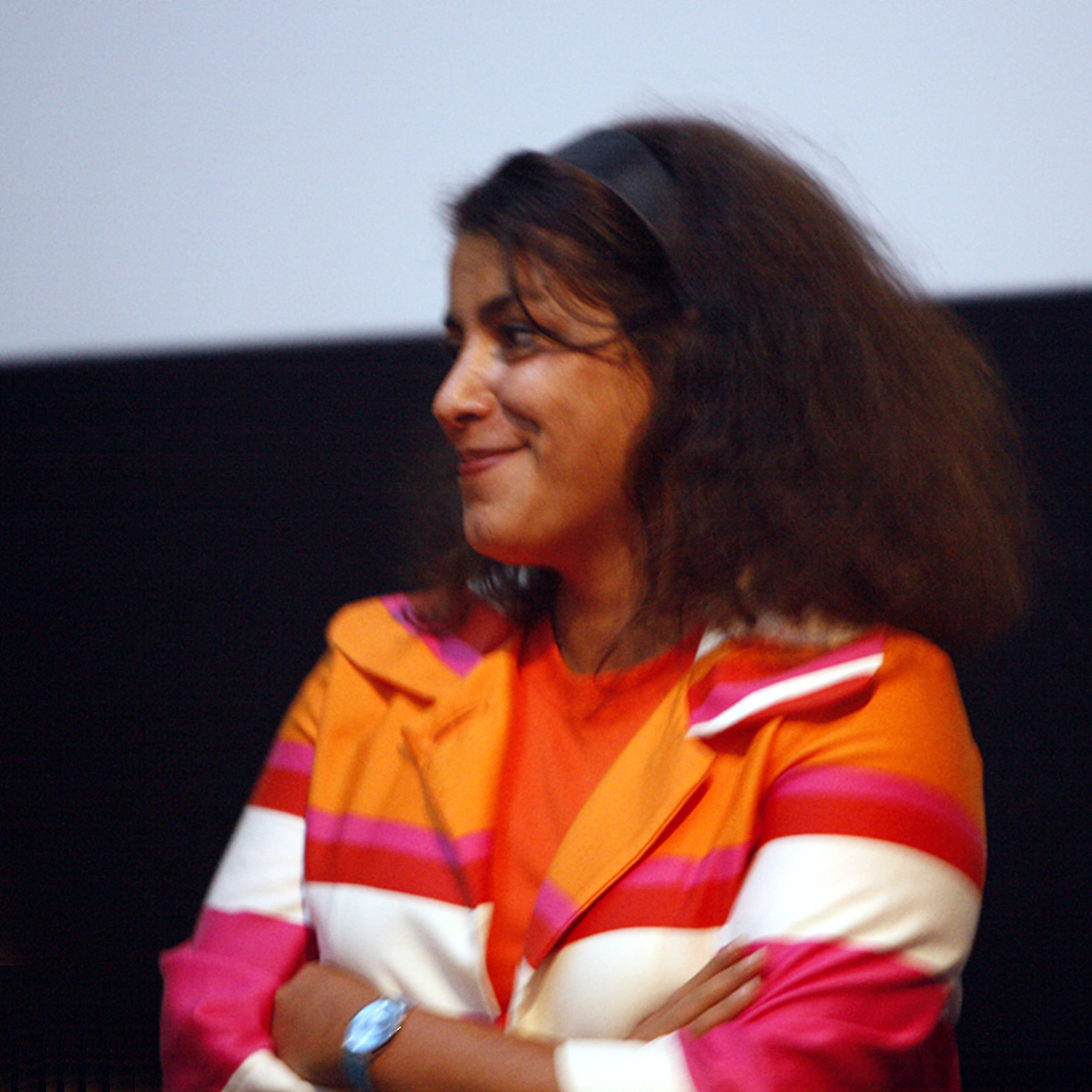
Марджан Сатрапи, август 2007

Маржан (Марджан) Сатрапи (фр. Marjane Satrapi, перс. مرجانه ساتراپی‎; 22 ноября 1969, Решт, Иран) — французская писательница и художница иранского происхождения, автор комиксов и книг для детей, кинорежиссёр. Живёт во Франции, пишет на французском языке.

## Биография
Училась во французском лицее в Тегеране. В 1983 году переехала в Вену. Окончила высшую школу декоративных искусств в Страсбурге, живёт в Париже.

## Творчество
В 2000 году опубликовала автобиографический комикс об исламской революции в Иране «Персеполис», имевший огромный успех. В настоящее время напечатаны ещё три тома продолжения, тетралогия переведена на 16 языков, включая иврит и китайский.
«Персеполис» получил премию Международного фестиваля комиксов в Ангулеме (2001 год), премию как комикс года на Франкфуртской книжной ярмарке (2004 г).
Получил её и новый комикс Сатрапи «Цыплёнок с черносливом» (2004 г., премия 2005 г., фильм на его основе — режиссёры Маржан Сатрапи и Венсан Паронно — вышел на экраны в 2011 году).
В 2007 году появился полнометражный анимационный фильм «Персеполис». Роли в нём озвучили Кьяра Мастроянни, Катрин Денёв, Даниэль Дарьё, Джина Роулендс. Фильм получил специальную премию жюри Каннского фестиваля, премию Сезар в двух номинациях, был номинирован на премию BAFTA и на «Оскар» как лучший анимационный полнометражный фильм. Фильм вызвал преследования со стороны религиозных фундаменталистов в Ливане (2008 г.) и Сирии (2012 г.).
В 2014 г. поставила фильм ужасов с элементами комедии «Голоса». В 2019 году сняла фильм «Опасный элемент».

## Награды
Помимо упомянутых выше премий, Сатрапи — кавалер Ордена искусств и литературы (2005 г). Кавалер ордена Почётного легиона (2024 г., отказалась от награды). Она была членом жюри Каннского МКФ (2008 г). Почётный доктор Лувенского и Лёвенского католических университетов (2009 г.).

## Тексты
- How can one be Persian?// My Sister, Guard Your Veil; My Brother, Guard Your Eyes: Uncensored Iranian Voices/ Lila Azam Zanganeh, ed. Boston: Beacon Press, 2006, pp. 20-23.

## Издания на русском языке
- Персеполис. — Санкт-Петербург : Бумкнига, 2013.
- Цыплёнок с черносливом. — Санкт-Петербург : Бумкнига, 2018.
- Вышивки. — Санкт-Петербург : Бумкнига, 2020.